# 鹿道站
鹿道站（： Logdo-yeog）位于中华人民共和国黑龙江省牡丹江市宁安市马河乡鹿道村，是图佳铁路上的火车站，建于1934年，由沈阳铁路局延吉车务段管辖。

## 歷史
- 建于1934年。